# Building Design
Building Design, kurz BD, ist eine wöchentliche Architekturzeitschrift und ein digitales Online-Format im Vereinigten Königreich. Sie hat ihren Sitz in London.
BD wurde 1969 vom Verleger Morgan Grampian als Wochenzeitschrift herausgegeben. 2014 wurde die gedruckte Ausgabe mit seinerzeit 23.000 Abonnements eingestellt und die Zeitschrift erscheint nur noch digital. Die Website bdonline.co.uk wird monatlich von mehr als 130.000 Nutzern besucht, die mehr als 580.000 Seitenaufrufe pro Monat generieren.
BD ist Gastgeber der Architect of the Year Awards und der Young Architect of the Year Awards in London, die von rund 6000 Gästen besucht werden.